# Жасылколь
Жасылколь — высокогорное озеро в горах Джунгарского Алатау в Казахстане. Находится в 15 км на юго-запад от села Лепси, на высоте 1630 м над уровнем моря, на территории Жонгар-Алатауского государственного национального природного парка.
В результате землетрясения каменный обвал перекрыл русло реки Агыныкатты естественной дамбой, благодаря чему образовалось живописное озеро.
Вода в весенне-летний период мутная, так как ручьи, питающие озеро, берут начало с ледников Джунгарии. Но как только с похолоданием прекращается таяние ледников, вода приобретает прозрачную голубизну. Примечательным является то, что район озера Жасылколь — место обитания многочисленной популяции маралов. Температура воды даже в летнее время не поднимается выше 10 °C.